# Роберт Престон, 1й віконт Горманстон

Герб віконтів Горманстон.

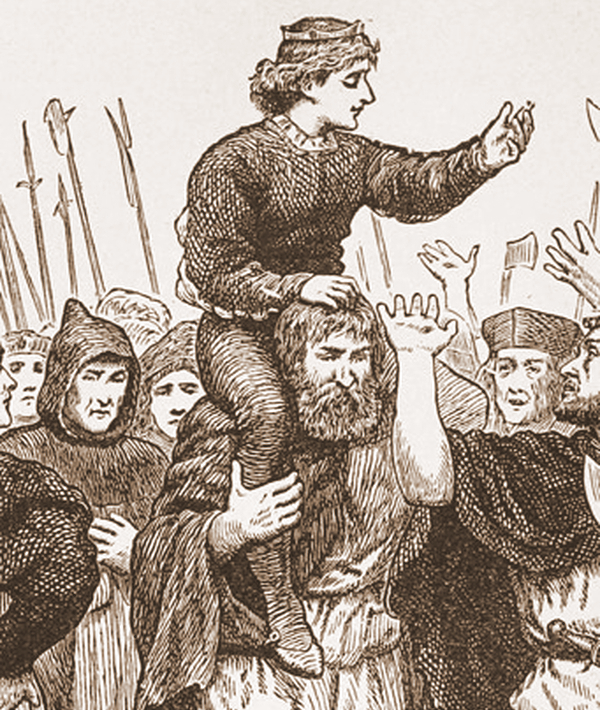
Самозванець на англійський трон Ламберт Сімнел в Ірландії.

Роберт Престон (1435 – 1503) – І віконт Горманстон, ірландський пер, державний діяч, політик, юрист XV століття, обіймав посади заступника лорд-канцлера Ірландії та лорд-заступника Ірландії.

## Життєпис

### Походження та історичний фон
Роберт Престон був сином Крістофера Престона, ІІІ барона Горманстона та Джейн д’Артуа: його мати була дочкою сера Дженіко д’Артуа та його першої дружини Джоан Таффе. Її батько, сер Дженіко, був найманим воїном із Гасконі, що вступив на англійську королівську службу в 1390-х роках і згодом став значним землевласником в Ірландії (звідси незвичайне ім’я хлопчика Дженіко, яке стало загальним для наступних поколінь родини Престонів). Роберт успадкував від свого батька титул і став IV бароном Горманстон в 1450 році. Пізніше його мати повторно вийшла заміж за Джайлза Торндона, колишнього лорд-скарбника Ірландії.
Роберт Престон мав тісні зв’язки з Роулендом ФіцЮстасом, І бароном Портлестер, що одружився з двоюрідною сестрою Роберта Престона - Маргаритою д'Артуа, що стала його третьою дружиною. Роберт Престон та Роуленд ФіцЮстас стали прибічниками зятя барона Портлестера – VIII або «Великого графа» Кілдер. Разом із лордом Портлестер Роберт Престон був одним із перших сподвижників Братства Святого Георгія, військової гільдії, що проіснувала недовго, створеної для захисту Пейлу (англійської колонії в Ірландії, чотирьох графств, які перебували під безпосереднім правлінням Англії). Інший корисний шлюбний зв’язок був через його сестру Елізабет, що вийшла заміж за його друга дружина Крістофера Планкетта, І барона Дансані.

### Кар’єра
У 1460 році, протягом короткого періоду, коли Річард Йоркський контролював королівський уряд від імені Генріха VI, посаду лорд-канцлера Ірландії обіймав Джон Дінгем, І барон Дінгем, а Роберта Престона було призначено його заступником. Його викликали до ірландської палати лордів, «як це було колись з його батьком та дідом». Парламент Ірландії прийняв акти в 1460 і 1462 років, що відновлювали пріоритет лорда Горманстон над Девідом Флемінгом, V бароном Слейн, але їхня суперечка затягнулася до 1478 року, коли Горманстон отримав титул віконта. Наступного року Едуард IV призначив свого другого сина Річарда, якому було лише чотири роки, лорд-лейтенантом Ірландії, а Горманстон був призначений лордом-заступником Ірландії. У 1470 році Корона Англії надала йому допомогу в розмірі 20 фунтів стерлінгів на рік, яка виплачувалася з орендної плати за деякі землі в графстві Міт.
Після падіння дому Йорків Горманстон, як і більшість англо-ірландської знаті, підтримав претензії претендента на корону Ламберта Сімнела проти нової династії Тюдорів. Армія Сімнела була повністю розгромлена в битві біля Сток-Філд в 1487 році. Як і майже всі його брати по зброї, Горманстон був помилуваний за цей акт «державної зради» в 1488 році і повернутий у милість Корони Англії.
У 1493 році Генріх VII знову призначив його лорд-депутатом: Роберт Престон провів засідання парламенту у Дрогеді та раду в Трімі, на якій були присутні Джеральд ФіцДжеральд, VIII граф Кілдер («Великий граф») та більшість інших провідних англо-ірландських магнатів, куди прибув і Горманстон. Метою цих засідань парламенту та ради було зберегти мир в Ірландії. Рада, здається, не принесла жодних корисних результатів: незабаром після цього Горманстон, Кілдер та інші аристократи Ірландії були викликані до Англії для звіту про своє управління Ірландією. Горманстон помер у травні 1503 року.

### Родина
Роберт Престон одружився з Джанет Моліно, дочкою сера Річарда Моліно з Сефтона та його першої дружини Джейн Гейдок, дочкою сера Гілберта Гейдока з Бредлі. У них було щонайменше четверо дітей:
- Вільям Престон – ІІ віконт Горманстон (помер у 1532 році)
- Єлизавета Престон – вийшла заміж за Томаса Фіцджеральда з Лакка, лорд-канцлера Ірландії
- Енн Престон – вийшла заміж за Крістофера Наджента, ІІІ барона Делвін
- Кетрін Престон – вийшла заміж за Патріка Бермінгема, головного лорд-суддю Ірландії.